# Oukaïmeden

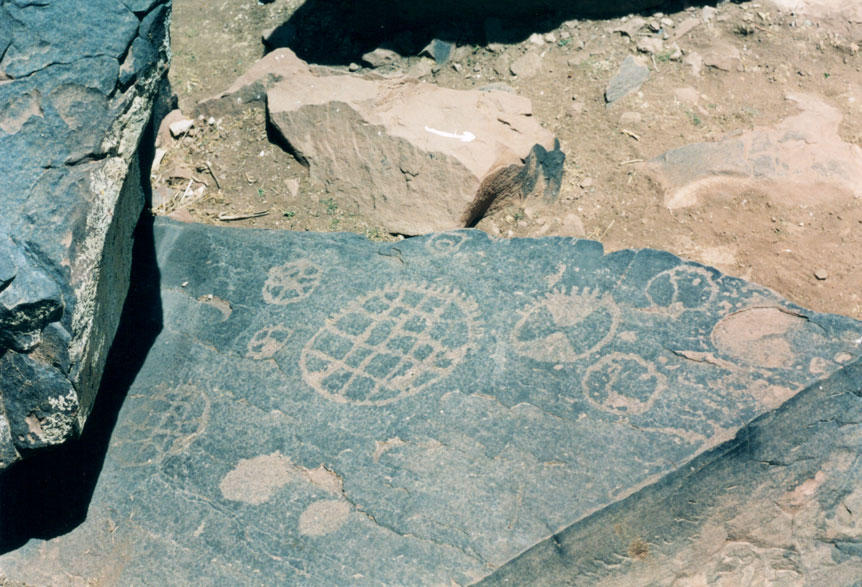
Felszeichnungen (Petroglyphen)

Oukaïmeden (arabisch أوكايمدن, Zentralatlas-Tamazight ⵓⴽⴰⵢⵎⴷⴰⵏ Ukaymedan) ist eine Landgemeinde (commune rurale) mit knapp 5000 Einwohnern im Zentrum des Hohen Atlas in der Provinz Al Haouz in der Region Marrakesch-Safi in Marokko. Oukaïmeden ist bekannt als Skistation mit entsprechenden Hotels, Pensionen und Restaurants.

## Lage und Klima
Der etwa 2600 m hoch gelegene Ort befindet sich knapp 80 km (Fahrtstrecke) südlich der Stadt Marrakesch inmitten des Nationalparks Toubkal und ist vom Ourika-Tal aus über die schmale und kurvenreiche Bergstraße P2030 zu erreichen. Das Klima ist alpin; die Niederschläge (Regen und Schnee) sind für marokkanische Verhältnisse relativ hoch (ca. 700 mm/Jahr).

## Bevölkerung
| Jahr      | 1994 | 2004 | 2014 | 2024 |
| Einwohner | 3798 | 4440 | 4861 | 4790 |

In Oukaïmeden sind Familien vom Stamm der Berber ansässig, die in den Sommermonaten in traditionellen Steinhütten wohnen und Schaf- und Ziegenzucht betreiben.

## Geschichte
Das Vorhandensein von Felszeichnungen (Petroglyphen) mit meist abstrakten Motiven lässt darauf schließen, dass die Gegend bereits in vorgeschichtlicher Zeit zunächst von Jägern und Sammlern, später dann auch von Viehnomaden (Transhumanten) aufgesucht wurde, die hier Sommerweiden für ihre Schaf- und Ziegenherden fanden.

## Sehenswürdigkeiten
- Der Bergort hat keinerlei besondere Attraktionen. Er bietet jedoch wohlhabenderen Marokkanern und Europäern aus Marrakesch in den heißen Sommermonaten eine willkommene Abkühlung. Im Winter sind Skilifte in Betrieb, die bis in über 3200 m Höhe führen.
- Zahllose Felsblöcke bieten Möglichkeiten zum Bouldern. An teils steilen Wänden in der Umgebung kann geklettert werden.

Umgebung
- In der näheren und ferneren Umgebung von Oukaïmeden finden sich viele Felszeichnungen aus der Zeit von etwa 6000 v. Chr. bis etwa 2000 v. Chr.; manche werden sogar in noch jüngere Zeit datiert. Das Besondere vieler Petroglyphen in der näheren Umgebung von Oukaïmeden sind ihre schwer zu deutenden abstrakt-geometrischen Formen.
- Von Oukaïmeden aus können auch mehrtägige Bergwanderungen nach Imlil oder nach Setti Fatma unternommen werden. Auch eine ca. 3 bis 4 Tage dauernde Besteigung des Jbel Toubkal (4167 m) ist möglich.